# Mey (Regno Unito)
Mey  è un villaggio remoto situato sulla costa settentrionale della Scozia, a Caithness, nella regione delle Highlands scozzesi e costituisce parte dell'area amministrativa denominata Highland.
Mey si trova a circa 6 miglia ad ovest di John o' Groats e mezzo miglio a sud-est del Loch of Mey. Il Castello di Mey si trova a un miglio a nord-est del villaggio, sulla Baia di Mey. Nel villaggio si trova un hotel situato in un'antica locanda, che ospita anche un negozio.